# Ágúst
Ágúst ist ein isländischer männlicher Vorname und wie im Deutschen auch der Name des 8. Monats in Island.

## Herkunft und Bedeutung
Ágúst ist die isländische Form des Namens August und leitet sich daher ebenfalls vom Namen Augustus ab.

## Namensträger
- Ágúst Ólafur Ágústsson (* 1977), isländischer Politiker
- Ágúst Elí Björgvinsson (* 1995), isländischer Handballspieler
- Ágúst Guðmundsson (* 1947), isländischer Filmregisseur, Produzent und Drehbuchautor
- Ágúst Hauksson (* 1960), isländischer Fußballspieler
- Ágúst Þór Jóhannsson (* 1977), isländischer Handballtrainer
- Ágúst Már Jónsson (* 1960), isländischer Fußballspieler